# 스프라이트 (번개)

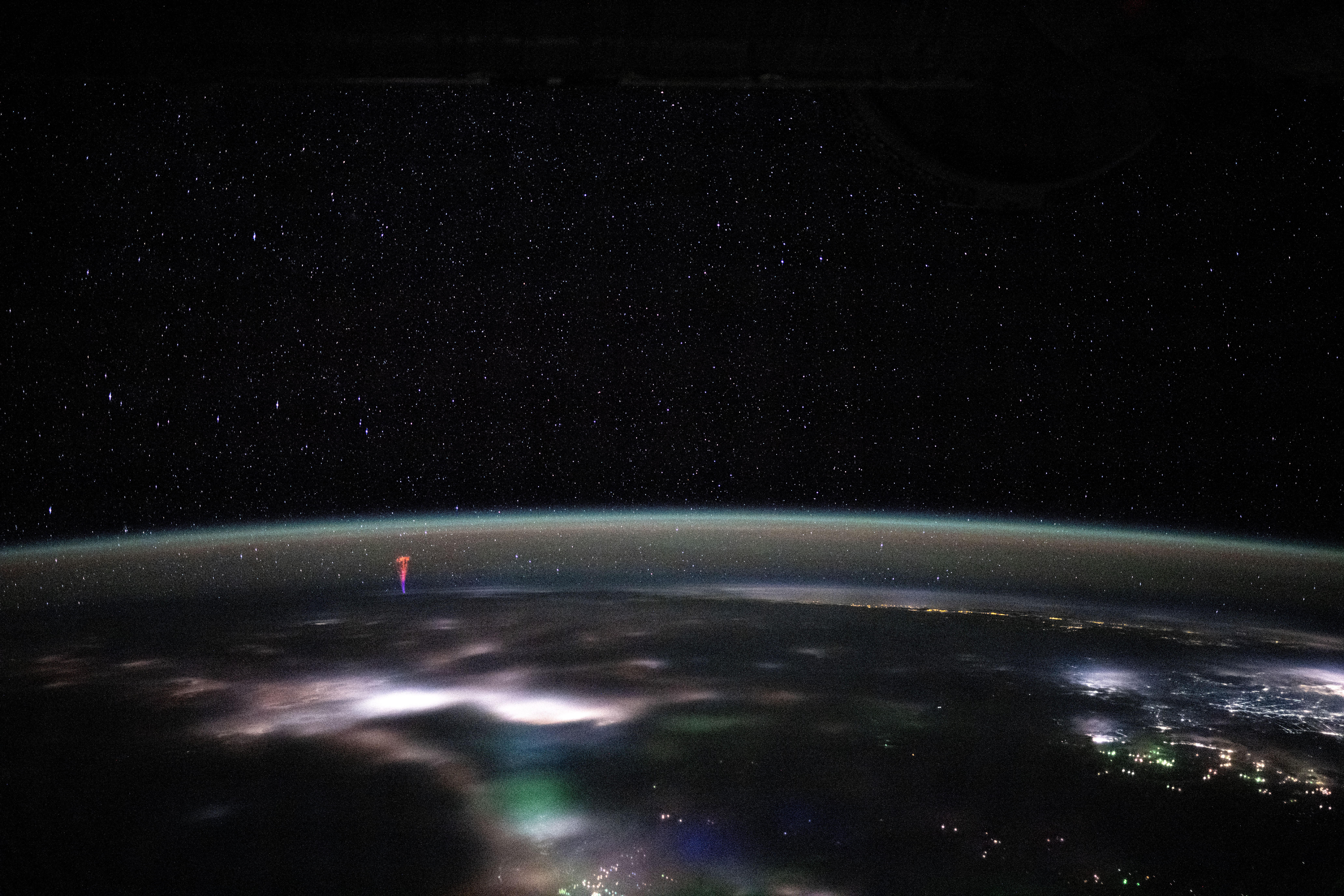
우주에서 본 동남아시아의 스프라이트.

스프라이트(sprite) 또는 레드 스프라이트(red sprite)는 뇌우 구름 또는 적란운 위의 중간권에서 발생하는 대규모 전기 방전으로, 밤하늘에 깜박이는 다양한 시각적 모양을 생성한다. 이는 일반적으로 밑에 있는 뇌운과 지면 사이의 양극 번개 방전에 의해 촉발된다.

## 같이 보기
- 상층대기 번개
- 오로라
- 카타툼보 번개